# Курт Кобейн: О сыне
«Курт Кобейн: О сыне» (англ. Kurt Cobain: About a Son) — документальный фильм-интервью, посвящённый лидеру американской рок-группы Nirvana — певцу, гитаристу и поэту Курту Кобейну.  Интервью для фильма было взято журналистом Майклом Азеррадом незадолго до смерти музыканта. Фотографии представленные в фильме были сделаны известным гранж-фотографом Чарльзом Питерсоном. Впервые фильм был показан в 2006 году на международном кинофестивале в Торонто. DVD с фильмом был выпущен в феврале 2008 года.

## Саундтрек
1. «Overture» — Steve Fisk and Ben Gibbard
2. Audio: Never Intended
3. «Motorcycle Song» — Арло Гатри
4. «It’s Late» — Queen
5. «Downed» — Cheap Trick
6. «Eye Flys» — The Melvins
7. Audio: Punk Rock
8. «My Family’s a Little Weird» — MDC
9. «Banned in D.C.» — Bad Brains
10. «Up Around the Bend» — Creedence Clearwater Revival
11. «Kerosene» — Big Black
12. «Put Some Sugar on It» — Half Japanese
13. «Include Me Out» — Young Marble Giants
14. «Round Two» — Pasties
15. «Son of a Gun» — The Vaselines
16. «Graveyard» — Butthole Surfers
17. Audio: Hardcore Was Dead
18. «Owner’s Lament» — Scratch Acid
19. «Touch Me I’m Sick» — Mudhoney
20. Audio: Car Radio
21. «The Passenger» — Игги Поп
22. «Star Sign» — Teenage Fanclub
23. «The Borgeois Blues» — Лидбелли
24. «New Orleans Instrumental No. 1» — R.E.M.
25. Audio: The Limelight»
26. «The Man Who Sold the World» — Дэвид Боуи
27. «Rock and Roll» — Bother Nich
28. «Museum» — Mark Lanegan
29. «Indian Summer» — Ben Gibbard